# Unterwalden
Unterwalden is een voormalig samenwerkingsverband, meestal ook als kanton aangeduid, van de Zwitserse kantons Obwalden en Nidwalden.
Het samenwerkingsverband Unterwalden was samen met de kantons van Schwyz en Uri een van de drie oerkantons die in 1291 het Zwitsers Eedgenootschap hebben opgericht op de Rütli-weide.

De vlag van Unterwalden is een combinatie van de vlag van Obwalden en de vlag van Nidwalden.

Unterwalden is als kanton opgedeeld in de huidige twee halfkantons en wordt soms nog steeds als verzamelbegrip voor beide kantons gebruikt. Het ligt ten zuiden van het Meer van Luzern.